# Ереванский азербайджанский педагогический техникум
Ереванский Азербайджанский Педагогический Техникум или Ереванский Турецкий Педагогический Техникум — Среднее специальное училище, действовавшее в Армянской ССР; Школа-интернат, готовящая учителей для азербайджанских школ в Армении.

## История
Ереванский Азербайджанский педагогический техникум был основан в 1924 году. В 1930—1935 годах репрессировано с клеймами «бей», «хан», «мюлькядар», «голчомаг», «кулак» 102 студента и преподавателя техникума.
С 1936 года это учебное заведение, именуемое Ереванским Азербайджанским педагогическим училищем, дало много деятелей советской науке.
Постановлениями Совета Министров СССР от 23 декабря 1947 года и 10 марта 1948 года из Армении было депортировано более 100 тысяч азербайджанцев. В 1948 году Ереванское Азербайджанское педагогическое училище было переведено в Ханларский район Азербайджана, а Азербайджанский филиал Ереванского государственного педагогического института — в город Баку, на соответствующие факультеты нынешнего Азербайджанского государственного педагогического университета.

## Руководство
В разное время это учебное заведение возглавляли такие известные педагоги, как Мехти Кязымов, Бахлул Юсифов, Гамид Мамедзаде.

## Учителя
В 1928—1930 годах академик Юсиф Мамедалиев, работавший преподавателем в Педагогическом техникуме в Ереване, обучил ряд известных гостей.

## Выпускники

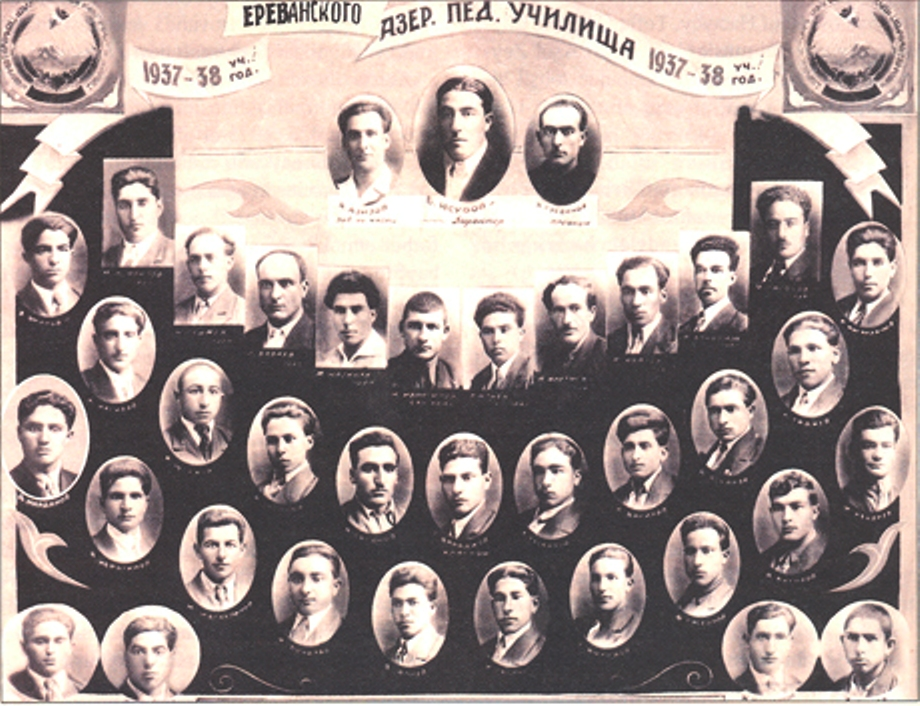

Среди его выпускников выросли десятки академиков, докторов наук, сотни подвижников образования: Асад Мамедов, Аждар Кязымов, Гадир Мамедов, Мамедали Магеррамов, Али Гасанов, Таги Магеррамов, Исмаил Исмаилов, Гулам Намазов и другие.